# Eledone cirrhosa
O polvo-cabeçudo, de nome científico Eledone cirrhosa, é uma espécie de molusco pertencente à família Octopodidae.
A autoridade científica da espécie é Lamarck, tendo sido descrita no ano de 1798.
Trata-se de uma espécie presente no território português, incluindo a zona económica exclusiva.